# Arrondissement Épinal
Épinal is een arrondissement van het Franse departement Vosges in de regio Grand Est. De onderprefectuur is Épinal.

## Kantons
Het arrondissement was tot 2014 samengesteld uit de volgende kantons:
- Kanton Bains-les-Bains
- Kanton Bruyères
- Kanton Charmes
- Kanton Châtel-sur-Moselle
- Kanton Darney
- Kanton Dompaire
- Kanton Épinal-Est
- Kanton Épinal-Ouest
- Kanton Monthureux-sur-Saône
- Kanton Plombières-les-Bains
- Kanton Rambervillers
- Kanton Remiremont
- Kanton Saulxures-sur-Moselotte
- Kanton Le Thillot
- Kanton Xertigny

Na de herindeling van de kantons bij decreet van 27 februari 2014, met uitwerking op 22 maart 2015, zijn dat:
- Kanton La Bresse
- Kanton Bruyères  (deel: 37/51)
- Kanton Charmes
- Kanton Darney  (deel: 56/81)
- Kanton Épinal-1
- Kanton Épinal-2
- Kanton Golbey
- Kanton Raon-l'Étape  (deel: 13/40)
- Kanton Remiremont
- Kanton Saint-Dié-des-Vosges-1  (deel: 5/11)
- Kanton Le Thillot
- Kanton Le Val-d'Ajol